# Operació Anníbal
L'Operació Anníbal (alemany: Operation Hannibal) va ser el nom les operacions d'evacuació de la població civil i militar de la Prússia Oriental, que tingué lloc a mitjans de gener de 1945, davant l'avanç de l'Exèrcit Roig durant l'Ofensiva de la Pomerània Oriental.
Quan el 12 de gener de 1945 va començar l'ofensiva soviètica i que l'Exèrcit Roig va avançar rabent a través de Prússia Oriental el 23 de gener de 1945, Karl Dönitz se n'adonà finalment que Alemanya podia ser derrotada i, desitjant salvar els seus submarins i d'altres, radià un missatge el mateix 23 a Gdynia (aleshores anomenat Gotenhafen) per començar una evacuació naval cap a l'oest. Aquesta operació rebé el nom d'Anníbal. La intenció de Dönitz, segons explica a les seves memòries de postguerra, era evacuar tanta gent com fos possible lluny dels soviètics.
L'evacuació es va planificar sense el coneixement d'Adolf Hitler que fins al seu suïcidi va insistir que la guerra havia de continuar d'acord la seva mania «Sieg oder Untergang» (‘Guanyar o perir’) i que l'evacuació de civils li era secundària, perquè s'havia d'estalviar els escassos recursos i combustibles.
La riuada de refugiats transformà l'operació en una de les evacuacions navals més grosses de tota la història (en un període d'unes quinze setmanes, entre 494 i 1.080 bucs mercants, així com les restes de la Kriegsmarine, transportarien uns dos milions i mig de refugiats i de militars a través del Mar Bàltic cap a Alemanya i Dinamarca.

## Operacions
Les operacions van començar el 23 de gener de 1945, tot i l'amenaça dels submarins soviètics operant al Bàltic. El 30 de gener el vaixells Wilhelm Gustloff i Hansa van salpar de Gdynia amb destinació de Kiel. El Hansa es va veure obligat a tornar a port a causa de problemes mecànics, però el Gustloff va continuar el viatge, amb més de deu mil persones a bord. Va ser torpedinat i enfonsat pel S-13 soviètic davant de la costa de Pomerània, amb un total de 9.400 víctimes, el pitjor desastre marítim de la història.
El 9 de febrer, el SS General von Steuben salpà des de Pillau amb entre 3.000 i 4.000 persones a bord, cap a Swinemünde. Va ser enfonsat pel S-13 tot just després de mitjanit, només 300 persones van ser rescatades.
A principi de març, una flota composta pel cuirassat de butxaca Admiral Scheer, acompanyat per tres destructors i el torpediner T-36 van anar per donar cobertura al cap de pont prop de Vollin. Durant l'operació, la flota aconseguí evacuar a uns 75.000 refugiats i soldats que havien quedat aïllats a la zona. Van ser portats a naus de guerra majors, així com a altres transports que esperaven a mar oberta. Si bé diversos d'aquests transports van ser enfonsats, grans transatlàntics com el Deutschland van superar el bloqueig i van reeixir a evacuar a unes 11.000 persones.
Durant la nit del 4 al 5 d'abril, una flotilla de diverses llanxes de desembarcament i vaixells petits van evacuar a unes 30.000 persones des del Oxhöfter Kämpe, deixant-los a la península de Hela. S'estima que unes 265.000 persones van ser evacuades des de Danzig a Hela només durant el mes d'abril.
El 15 d'abril, un altre gran comboi, consistent en quatre transatlàntics i diversos transports van abandonar Hela amb uns 20.000 refugiats i soldats. El 16 d'abril, un dels vaixells, el Goya; va ser torpedinat i enfonsat pel L-13, amb la pèrdua de 6.000 vides, deixant només 183 supervivents.
Entre l'1 i el 8 de maig, 150.000 persones van ser evacuades des de les platges de Hela. A les nou del vespre del 8 de maig de 1945, el darrer dia de la guerra, un comboi de 92 vaixells de tota mena, van abandonar la ciutat letona de Liepāja (Libau) amb 18.000 refugiats. Mentre que centenars de refugiats embarcats en els vaixells petits durant el darrer dia de la guerra van ser capturats pels MTB soviètics, les evacuacions cap a l'oest van continuar almenys durant una setmana més, tot i que aquells moviments van ser aturats segons els terminis soviètics de la rendició alemanya.
A més de les pèrdues del Goya, del Steuben i del Wilhelm Gustloff, tres dels pitjors desastres navals de la història, 158 mercants, de les quals el Cap Arcona, el Thielbek i el Capità Alexander Marinesko més van resultar enfonsats durant les quinze setmanes de l'Operació Annibal entre el 23 de gener i el 8 de maig de 1945.